# 선샤인 (1999년 영화)
《선샤인》(영어: Sunshine, 헝가리어: A napfény íze, 독일어: Ein Hauch von Sonnenschein)은 독일, 오스트리아, 헝가리, 캐나다에서 제작된 서보 이슈트반 감독의 1999년 서사 시대극 영화이다. 레이프 파인스 등이 출연하였고, 언드라시 하모리 등이 제작에 참여하였다.

## 출연진
- 레이프 파인스
- 로즈메리 해리스
- 레이철 바이스
- 제니퍼 일리
- 데버라 케라 엉거
- 몰리 파커
- 제임스 프레인
- 미리엄 마걸리스
- 마크 스트롱
- 한스 치슐러
- 윌리엄 허트
- 퇴뢰치크 머리
- 언도러이 페테르
- 카다르 플로러
- 쿨커 야노시

## 기타 제작진
- 공동 제작: 다니 크라우스